# Fallschirmjägertruppe (Bundeswehr)

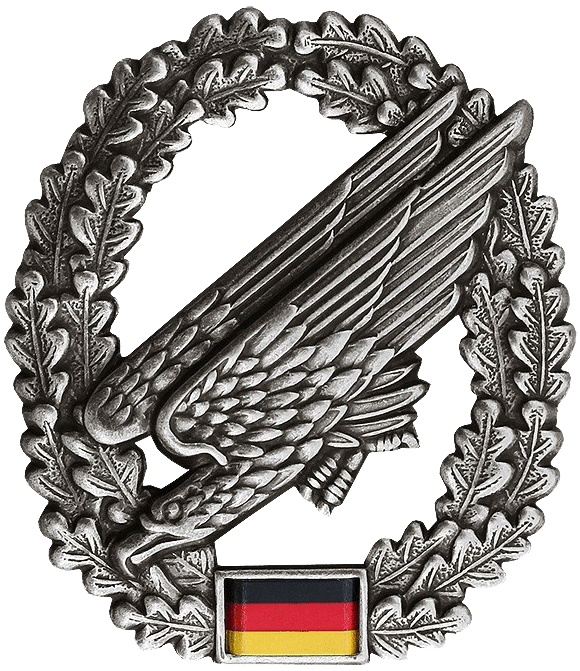
Barettabzeichen der Fallschirmjäger der Bundeswehr

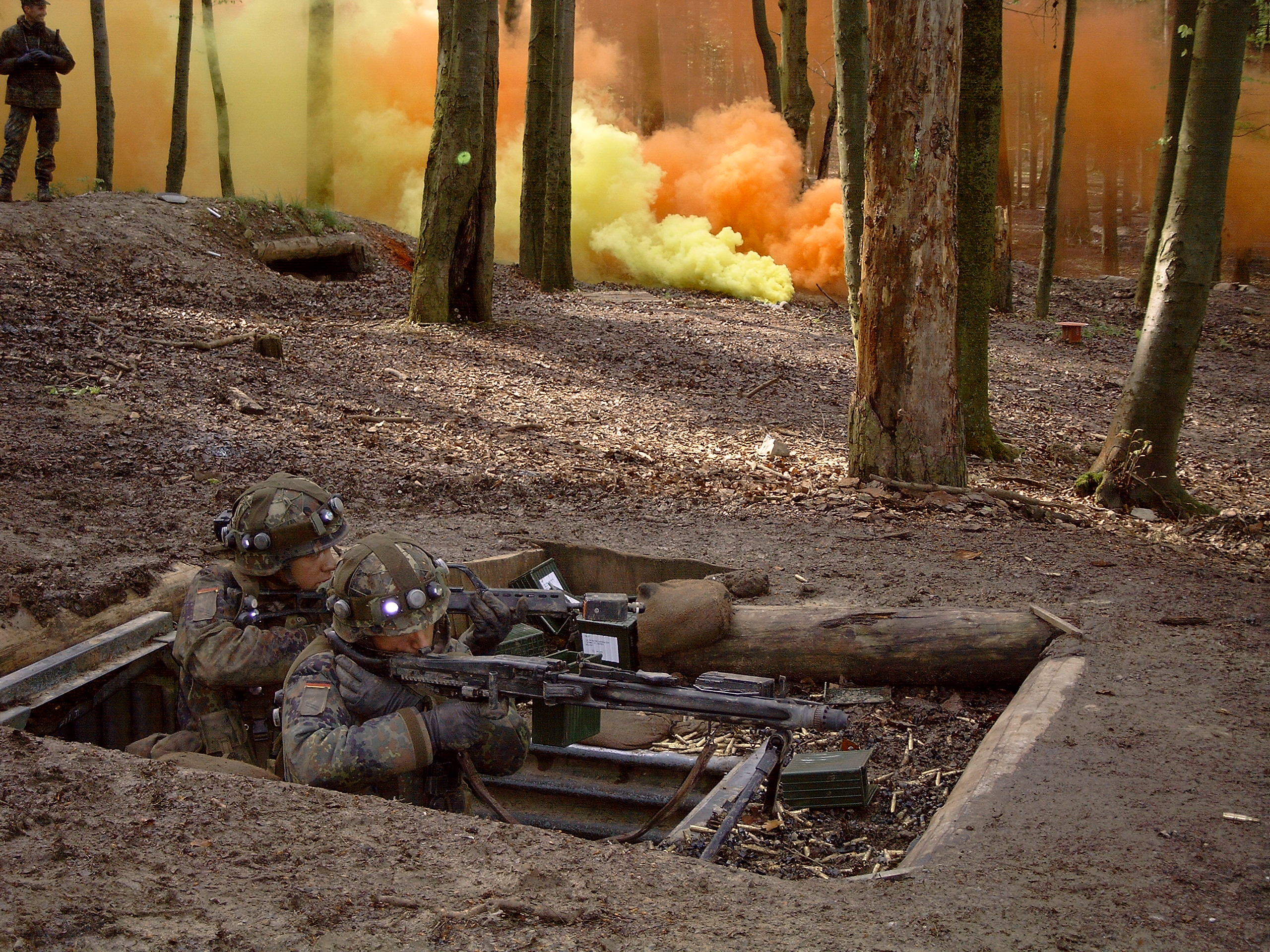
Deutsche Fallschirmjäger in der Verteidigung mit dem Simulationssystem AGDUS auf dem Truppenübungsplatz Hammelburg.

Deutsche Fallschirmjäger beim Sprung aus einer MC-130.

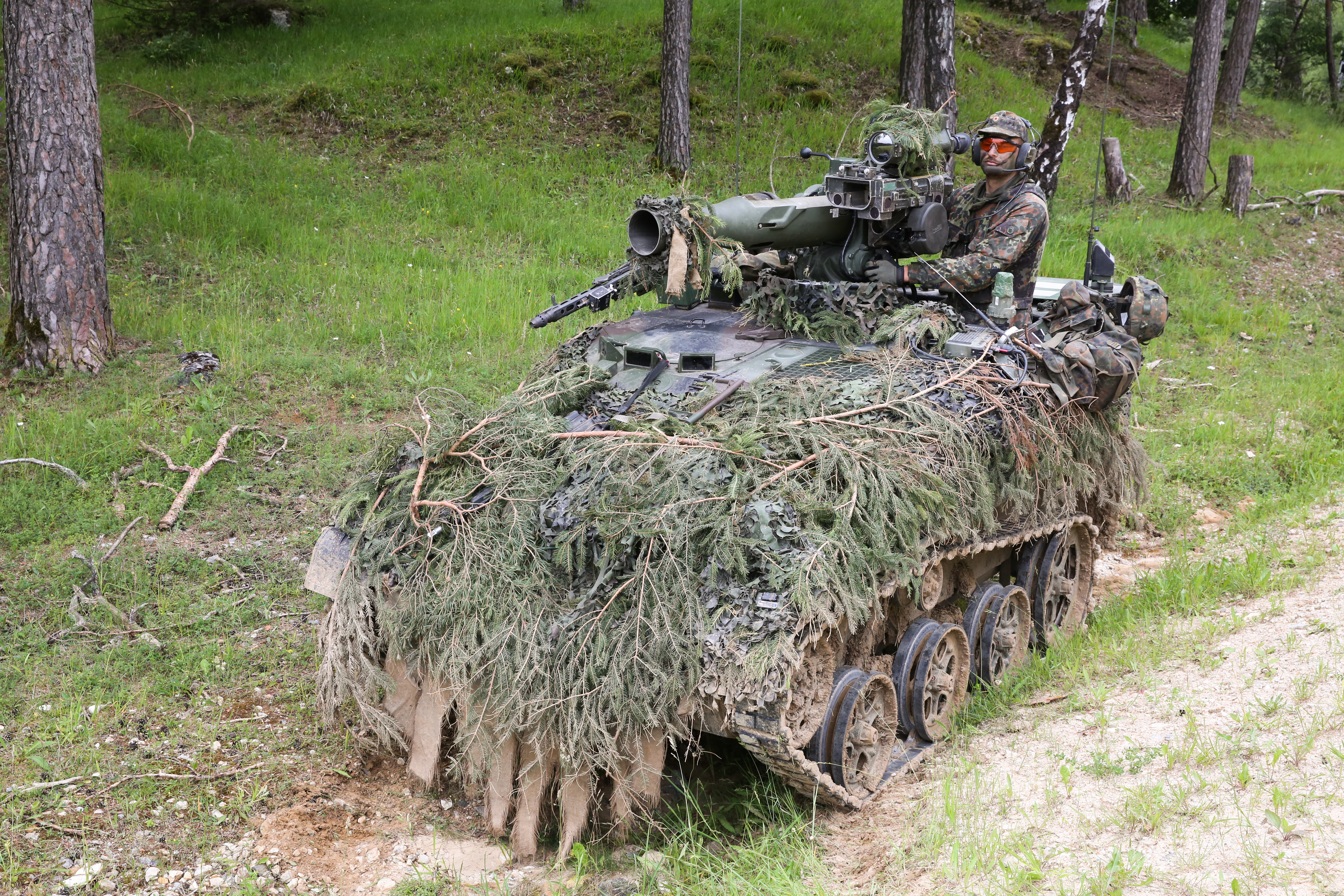
Fallschirmjäger mit Kettenfahrzeug Wiesel während einer Übung 2016

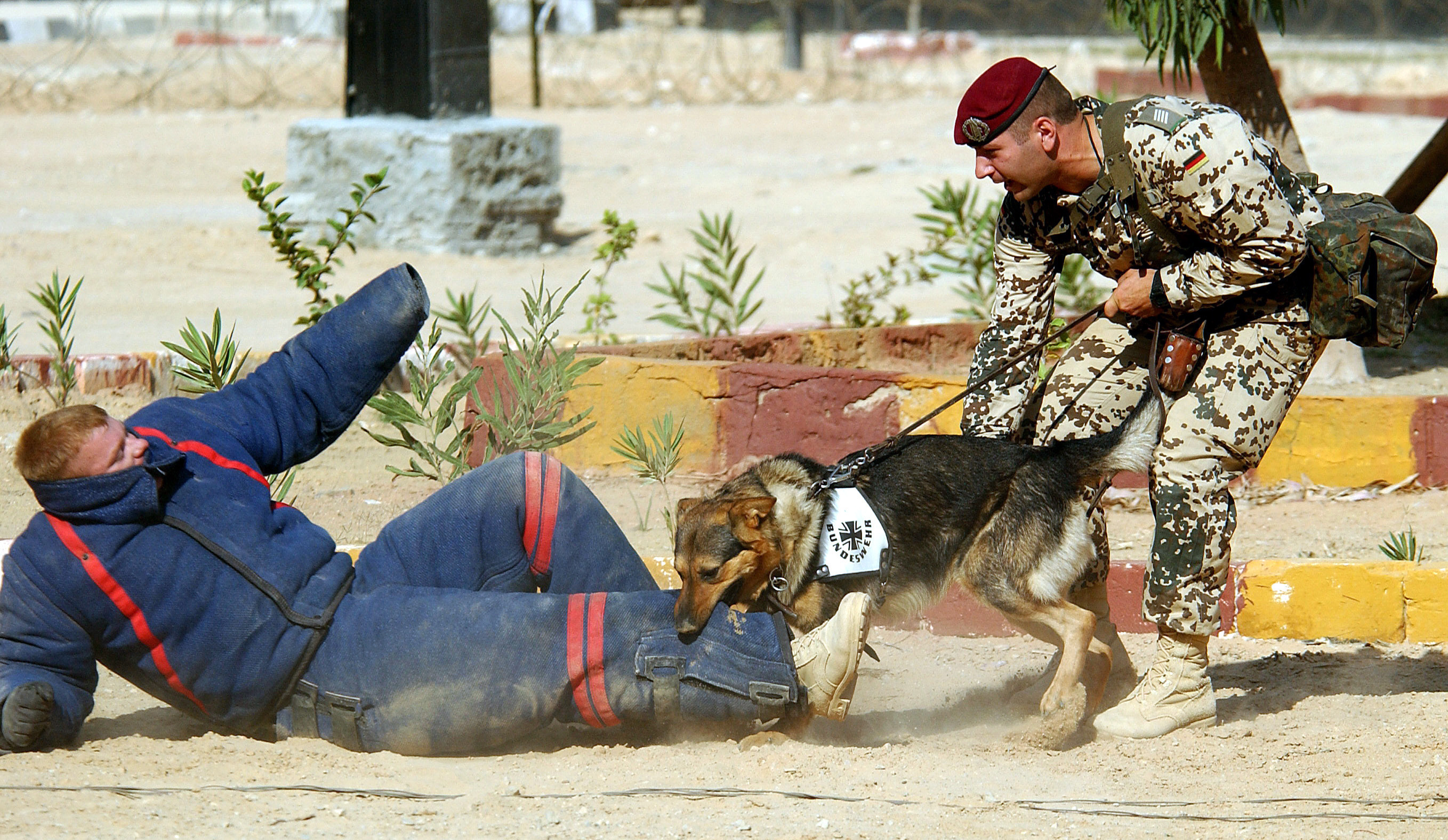
Deutscher Fallschirmjäger mit Diensthund

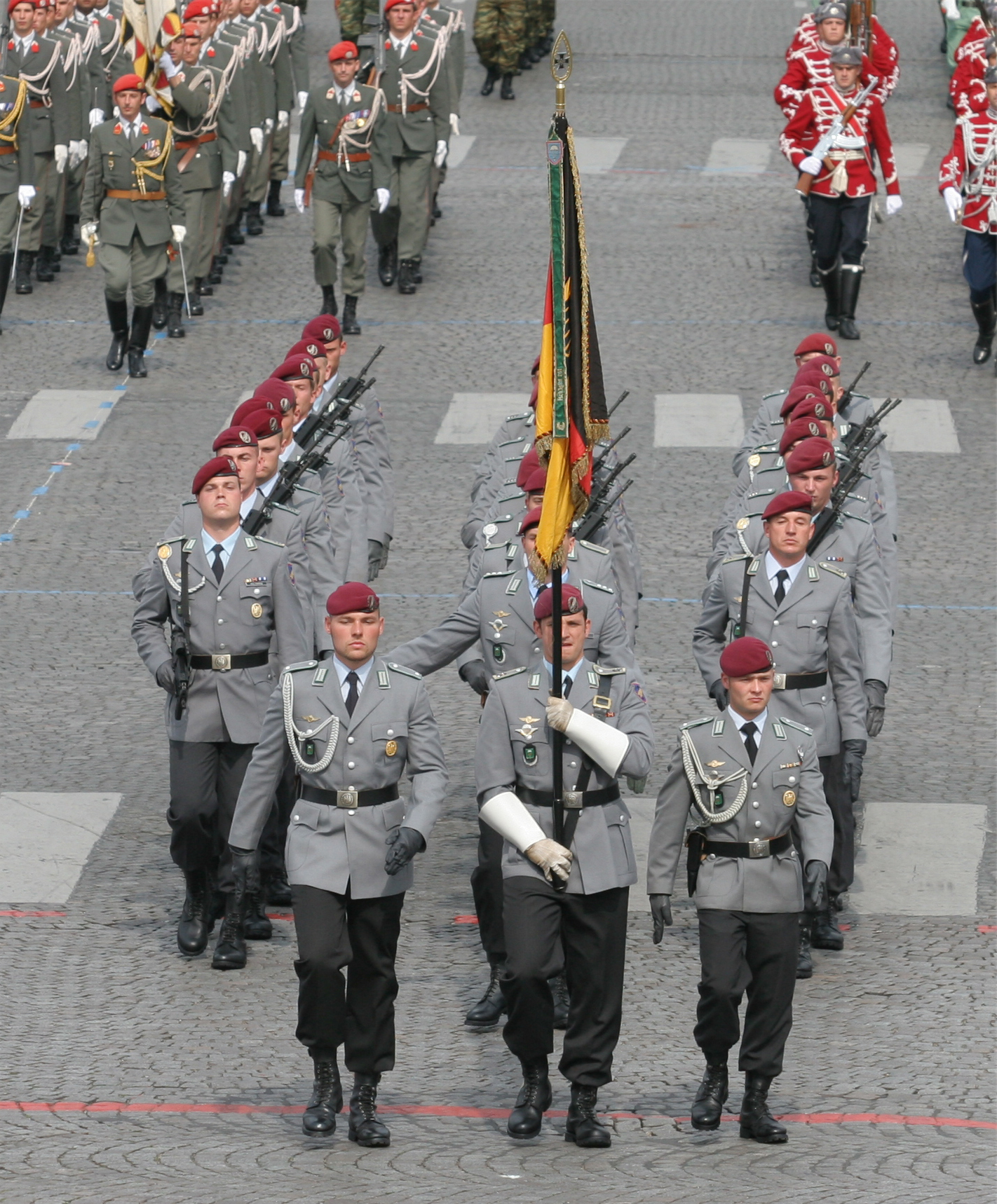
Fallschirmjäger der Saarlandbrigade während der Parade zum französischen Nationalfeiertag in Paris am 14. Juli 2007. Im Vordergrund die Truppenfahne des Fallschirmjägerbataillon 261 mit dem Fahnenband des Saarlands

Die Fallschirmjägertruppe (FschJgTrp) ist eine Truppengattung im Heer der Bundeswehr und zählt zu den Kampftruppen, die mit der Jäger- und der Gebirgsjägertruppe die Infanterie bildet. Die Fallschirmjägertruppe bildet den infanteristischen Kern der deutschen Luftlandetruppen. Besonders ausgerüstet und ausgebildet führt die Fallschirmjägertruppe nach Heranführen in der Luftlandung mit Hubschraubern und im Fallschirmsprung den infanteristischen Kampf in schwierigem Gelände.

## Auftrag
Die Fallschirmjägertruppe wird wie die Jägertruppe eingesetzt. Konzipiert als leichte Infanterie wird die Fallschirmjägertruppe unter Verwendung von Infanteriewaffen zu Fuß in unwegsamem und durchschnittenem Gelände eingesetzt und führt dort den infanteristischen Kampf. Die Anforderungen an die Soldaten der Fallschirmjägertruppe sind wie ihre Belastung im Einsatz sehr hoch. Fallschirmjäger kämpfen sowohl in der Verteidigung als auch im Angriff im Orts- und Häuserkampf, im Kampf um Gewässer, Wälder und Feldstellungen.
Die Fallschirmjägertruppe wird unter Verwendung leichter, teilweise schwimmfähiger Kraftfahrzeuge oder durch die Luft in den Einsatzraum herangeführt. In Abgrenzung zur Jägertruppe ist sie besonders zur Heranführung durch die Luft per Fallschirmsprung befähigt, kann aber auch wie die Jägertruppe mit Transporthubschraubern anlanden. Besonders schwierig sind dabei Absprung und Einsatz in unbekanntem Gelände. Fallschirmjäger können überraschend an entscheidenden Gefechtsabschnitten oder im Rücken des Gegners operieren. Durch diese Fähigkeit bilden Fallschirmjäger häufig die operative Reserve oder „Kräfte der ersten Stunde“ eines Großverbandes, die überraschend Brückenköpfe oder Schlüsselgelände nehmen können und bis zum Eintreffen nachrückender Truppen halten. Hinter gegnerischen Linien ist die Fallschirmjägertruppe in der Lage, aufgrund ihrer Bewaffnung und Ausrüstung für kurze Zeit ohne Unterstützung durch andere Truppen den infanteristischen Kampf im Jagdkampf zu führen oder Schlüsselgelände zu nehmen und zu halten.
Feuerunterstützung leisten die eingegliederten schweren Kompanien mit ihren auf lufttransportfähigen Waffenträgern verlasteten Mörsern, Maschinenkanonen und Panzerabwehrwaffen. Zur Panzerabwehr ist die Infanteriegruppe durch Panzerabwehrhandwaffen bedingt befähigt. Gegen gegnerischen Beschuss insbesondere durch Artillerie ist die Fallschirmjägertruppe nur bedingt in Feldstellungen geschützt, gegen die Wirkung von ABC-Waffen nur durch ihre persönliche ABC-Schutzausrüstung.
Da die Fallschirmjäger nur mit leichten Waffen und leichten Spezialfahrzeugen ausgerüstet sind, benötigen sie bei längeren Einsätzen die Unterstützung anderer Truppengattungen.
Die Kampf- und Führungsunterstützungsverbände der Luftlandebrigaden sind zur Luftlandung befähigt, um den Fallschirmjägern ins Einsatzgebiet folgen zu können.

## Geschichte
Die Fallschirmjägertruppe der Bundeswehr mit den zugehörigen Luftlandetruppen wurde gemäß Aufstellungsbefehl Nr. 21 am 3. Juli 1956 mit den Luftlande-Jägerbataillonen 106 Ellwangen und 116 Kempten aufgestellt.
Nach der ursprünglichen Planung von 1955 sollten zwei Luftlandebrigaden dem Heer der Bundeswehr unterstellt sein. Erst mit dem Aufstellungsbefehl Nr. 39 (Heer) vom 23. November 1956 des Bundesministers der Verteidigung wurde die Aufstellung der 1. Luftlandedivision als 9. Division der Bundeswehr befohlen. Bis zum Beginn des Ausbildungsbetrieb durch die Luftlande- und Lufttransportschule im Februar 1958 fanden die ersten Fallschirmspringerlehrgänge auch für das Ausbildungspersonal an der Fallschirmspringerschule der 11. US-Luftlandedivision in Augsburg statt.
Aus den aufgestellten Bataillonen wurden zunächst die Fallschirmjägerbrigade 25 („Schwarzwaldbrigade“) und Fallschirmjägerbrigade 26 („Saarlandbrigade“) zu je zwei Fallschirmjägerbataillonen aufgestellt. Die erste Herbstübung wurde 1958 mit verbündeten Einheiten der französischen Fallschirmjäger durchgeführt. In Folge wurde mit dem 3. Bataillon jeder Brigade ein Geräteverband aus Reservisten aufgestellt. Zwei weitere aufgestellte Bataillone wurden Grenadierbrigaden unterstellt.
Erst in der Heeresstruktur III wurde ein weiteres aktives Fallschirmjägerbataillon, in den nun in Luftlandebrigade umbenannten Brigaden, aufgestellt und der Geräteverband als viertes Bataillon umnummeriert.
Anfang 1970 folgte die Aufstellung der Luftlandebrigade 27 mit den bereits 1960 aufgestellten Fallschirmjägerbataillonen 313 nachfolgend 272 und Fallschirmjägerbataillon 291 nachfolgend 271. Aufgestellt wurde für die Brigade das Fallschirmjägerbataillon 273 (mob), das mit Aufstellung eines weiteren aktiven Bataillons in Fallschirmjägerbataillon 274 umnummeriert wurde. Die Brigade ist mittlerweile zusammen mit der Panzergrenadierbrigade 31 in der Luftlandebrigade 31 aufgegangen, nachfolgend im Fallschirmjägerregiment 31. Dieser Brigade wurde nach Auflösung des Fallschirmjägerbataillons 314 das Fallschirmjägerbataillon 373 der Jägerbrigade 37 unterstellt.
Die 5./Schweren Jägerkompanien / Panzerabwehrkompanien waren am Anfang mit rückstoßfreien Geschützen M40 und Panzerabwehrlenkraketen SS.11 auf DKW Munga ausgestattet, später TOW auf Kraka. Diese wurden ab 1991 durch den luftverlastbaren Waffenträger Wiesel ersetzt, der jedoch nicht fallschirmabwurffähig war. In den 1970er Jahren wurden zusätzlich in den IV. Panzerabwehrzügen der Jägerkompanien das Panzerabwehrlenkraketensystem MILAN auf Iltis, danach Wolf eingeführt.
Ab 1991 waren Fallschirmjäger regelmäßig Teil des jeweils ersten deutschen Kontingents von Auslandseinsätzen, so u. a. 1993 beim Deutschen Unterstützungsverband Somalia.
Ab 1994 erfolgte eine mehrfache Umgliederung, der Stab der 1. Luftlandedivision wurde 1994 aufgelöst und ihre Verbände und Einheiten zunächst dem Kommando Luftbewegliche Kräfte/4. Division unterstellt.
Ab 1996 erfolgte die Auflösung der Luftlandebrigade 25 mit der parallel dazu verlaufenden Aufstellung des Kommando Spezialkräfte als neue Truppengattung am alten Standort Calw. Gleichzeitig wurden die Fernspähkompanie 100 und 300 sowie die Fallschirmjäger-Kommandokompanien aufgelöst und Teile an das KSK überstellt. Fallschirmjäger und KSK wurden gemeinsam der Division Schnelle Kräfte unterstellt.

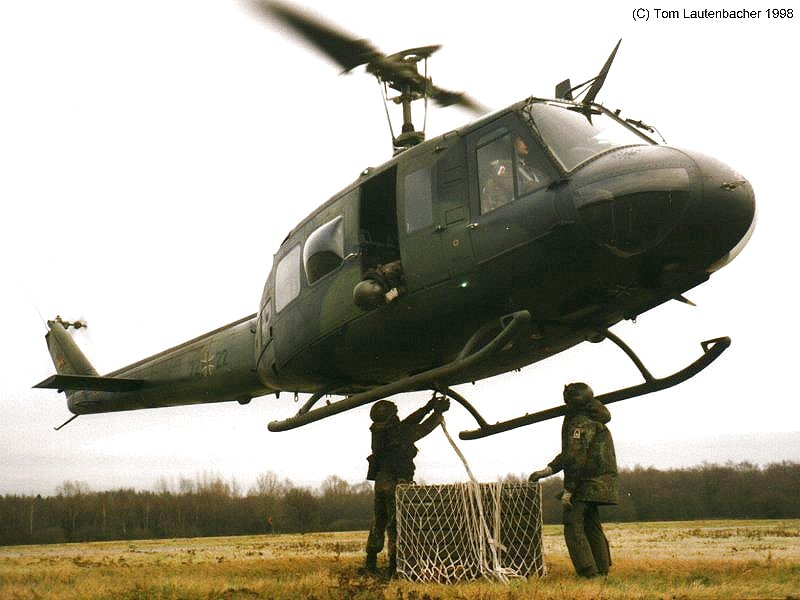
Deutsche Fallschirmjäger bei einer Luftverladeübung mit einem Hubschrauber des Typs Bell UH-1D, 1997

Als luftbeweglicher Anteil der Infanterie haben die Fallschirmjäger in den meisten westlichen Armeen ebenso wie in der Bundeswehr in den letzten Jahren auf Grund der veränderten Sicherheits- und Einsatzlage an Bedeutung gewonnen. Auch durch die gestiegene Notwendigkeit der „Operationen gegen irreguläre Kräfte“ im Rahmen der asymmetrischen Kriege im erweiterten Aufgabenspektrum der Bundeswehr sowie der steigenden Wahrscheinlichkeit von nationalen Einsätzen zur Evakuierung deutscher Staatsbürger aus Krisengebieten kommt den Fallschirmjägern auch zukünftig große Bedeutung zu.
So werden einzelne Kompanien der Fallschirmjägertruppe ab April 2015 an der Ostgrenze der NATO in Lettland, Litauen und Polen im Rahmen der Provisional Response Capability zusammen mit amerikanischen Einheiten als permanente Vorauskräfte eingesetzt.

## Ausbildung
Nach der Grundausbildung, die meist beim Stammtruppenteil in einer Rekruten- und Feldersatzkompanie oder direkt in der Stammkompanie mit dem Schwerpunkt infanteristischer Einsatz erfolgt, erfolgt die lehrgangsgebundene infanteristische Ausbildung sowie die Schwerpunktausbildung im Orts- und Häuserkampf während eines Truppenübungsplatzaufenthalts an der Infanterieschule in Hammelburg.
Die Fallschirmsprungausbildung im automatischen Fallschirmsprung erfolgt an der Luftlande- und Lufttransportschule in Altenstadt. Der Fallschirmspringerlehrgang dauert 3½ Wochen und beinhaltet fünf Sprünge (meist drei Reihensprünge, ein Sprung mit Waffe und Gepäck sowie ein Nachtsprung). Für den Lehrgang wird das Fallschirmspringerabzeichen in Bronze verliehen. Nur Angehörige der Fallschirmspezialzüge nehmen später am Freifalllehrgang teil. Ein Einsatz im automatischen Fallschirmsprung wird heute jedoch nicht mehr geplant.
Eine erweiterte Ausbildung erhalten nur die Fallschirmjäger der Fallschirmjägerkompanien EGB, die speziell zum Jagdkampf und im Zusammenwirken mit dem KSK eingesetzt werden können. Führer und Soldaten nehmen am Einzelkämpferlehrgang 1 und 2 sowie an Lehrgängen der Gebirgs- und Winterkampfschule und dem Ausbildungszentrum Spezielle Operationen teil.
Im Gegensatz zu den Soldaten der Fallschirmjägerkompanien werden Stabsdienstsoldaten meist in Verbänden anderer Truppengattungen ausgebildet, z. B. Sanitäter in einem Sanitätsverband, und zuversetzt.

## Organisation

### Einordnung
Die Fallschirmjägertruppe zählt zu den Kampftruppen und bildet mit der Jägertruppe und der Gebirgsjägertruppe die Infanterie des Heeres. Die Fallschirmjägertruppe bildet den infanteristischen Kern der deutschen Luftlandetruppen, wobei diese Zugehörigkeit eine Kategorisierung jenseits der offiziellen Truppengattungen des Heeres ist. Die deutschen Luftlandetruppen bilden im Wesentlichen die zu verschiedenen Truppengattungen zählenden Truppenteile der Luftlandebrigaden.
Das luftbewegliche Jägerregiment 1 (seit Juli 2015 außer Dienst gestellt) folgte dem amerikanischen Konzept der Luftkavallerie und war nicht Teil der Fallschirmjägertruppe, sondern der Jägertruppe. Spezialkräfte wie die Fernspäher oder das Kommando Spezialkräfte sind zum infanteristischen Kampf durch ihren Auftrag, Gliederung und leichtere Ausrüstung nicht oder nur bedingt befähigt, werden aber wie Fallschirmjäger per Fallschirmsprung in ihr Einsatzgebiet verbracht. Diese Kräfte sind nicht Teil der Fallschirmjägertruppe, sondern der Truppengattung Spezialkräfte zugeordnet.

### Aktive Truppenteile

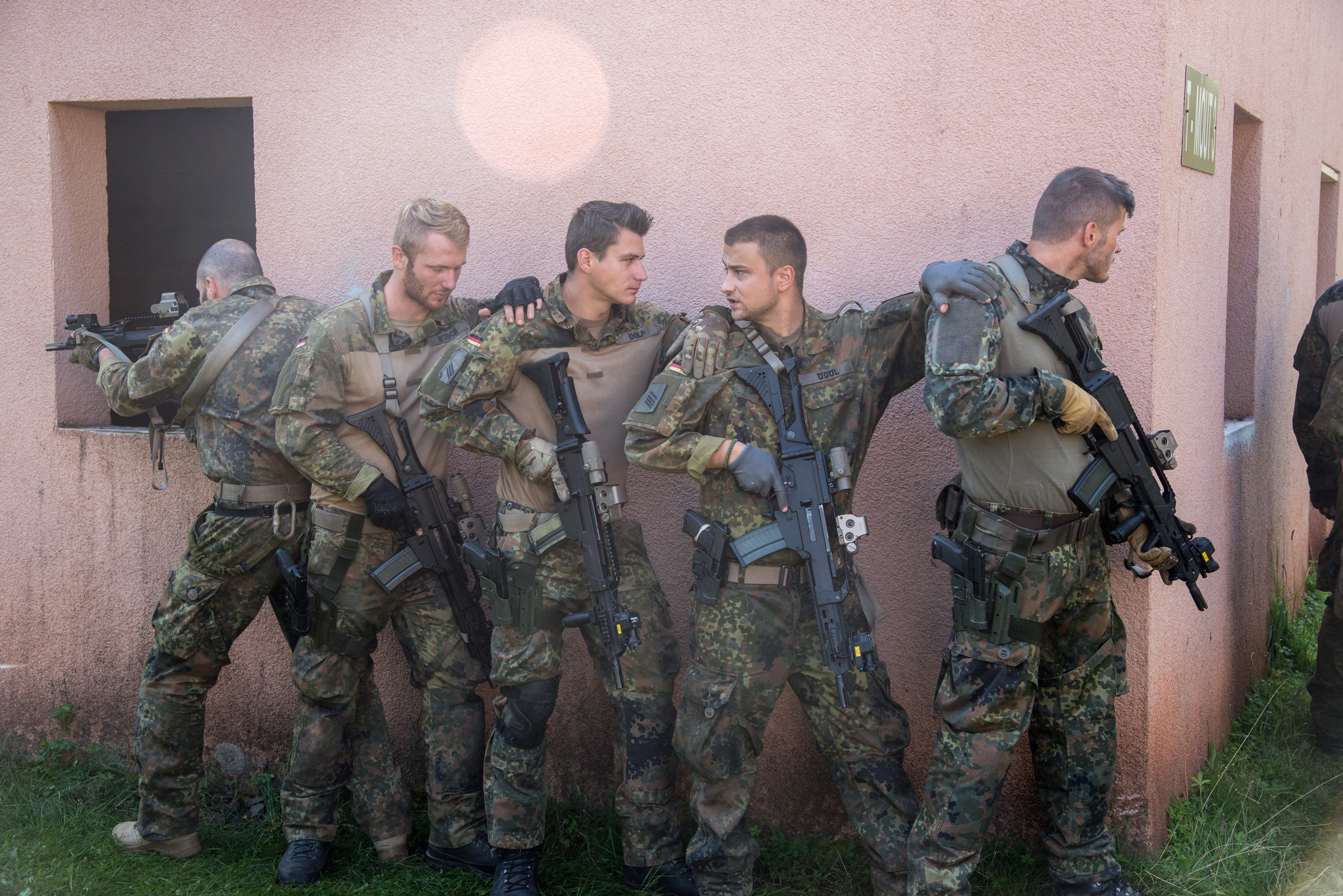
Soldaten des Fallschirmjägerregiment 26 während einer Übung in Baumholder 2017

Luftlandebrigade 1, Saarlouis
 Fallschirmjägerregiment 26, Zweibrücken
 Fallschirmjägerregiment 31, Seedorf

### Außer Dienst gestellte Truppenteile
zu weiteren Truppenteilen der Luftlandetruppen siehe Liste der Luftlandeverbände der Bundeswehr

## Ausrüstung

### Waffensysteme

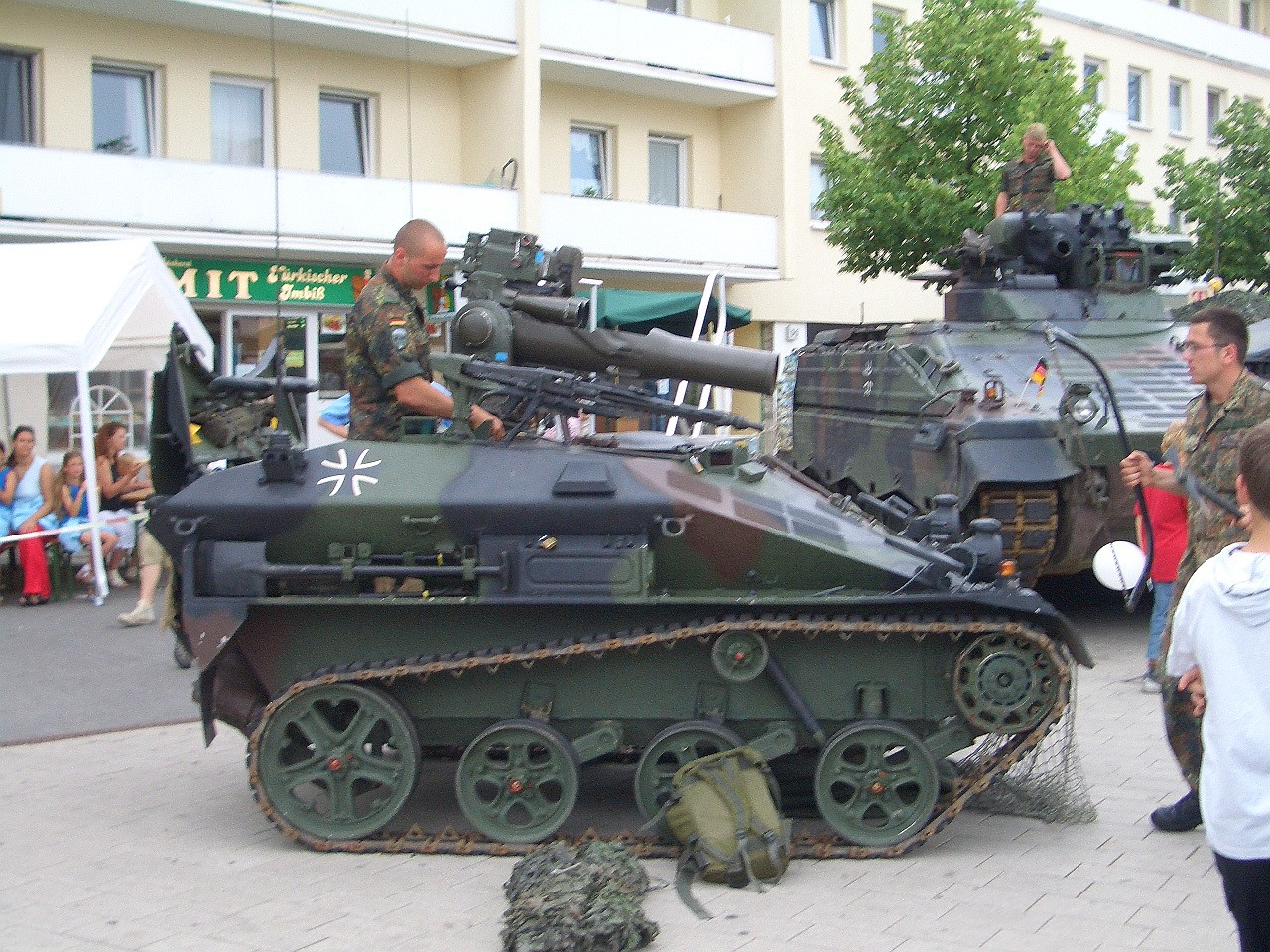
Wiesel 1 mit Rüstsatz TOW

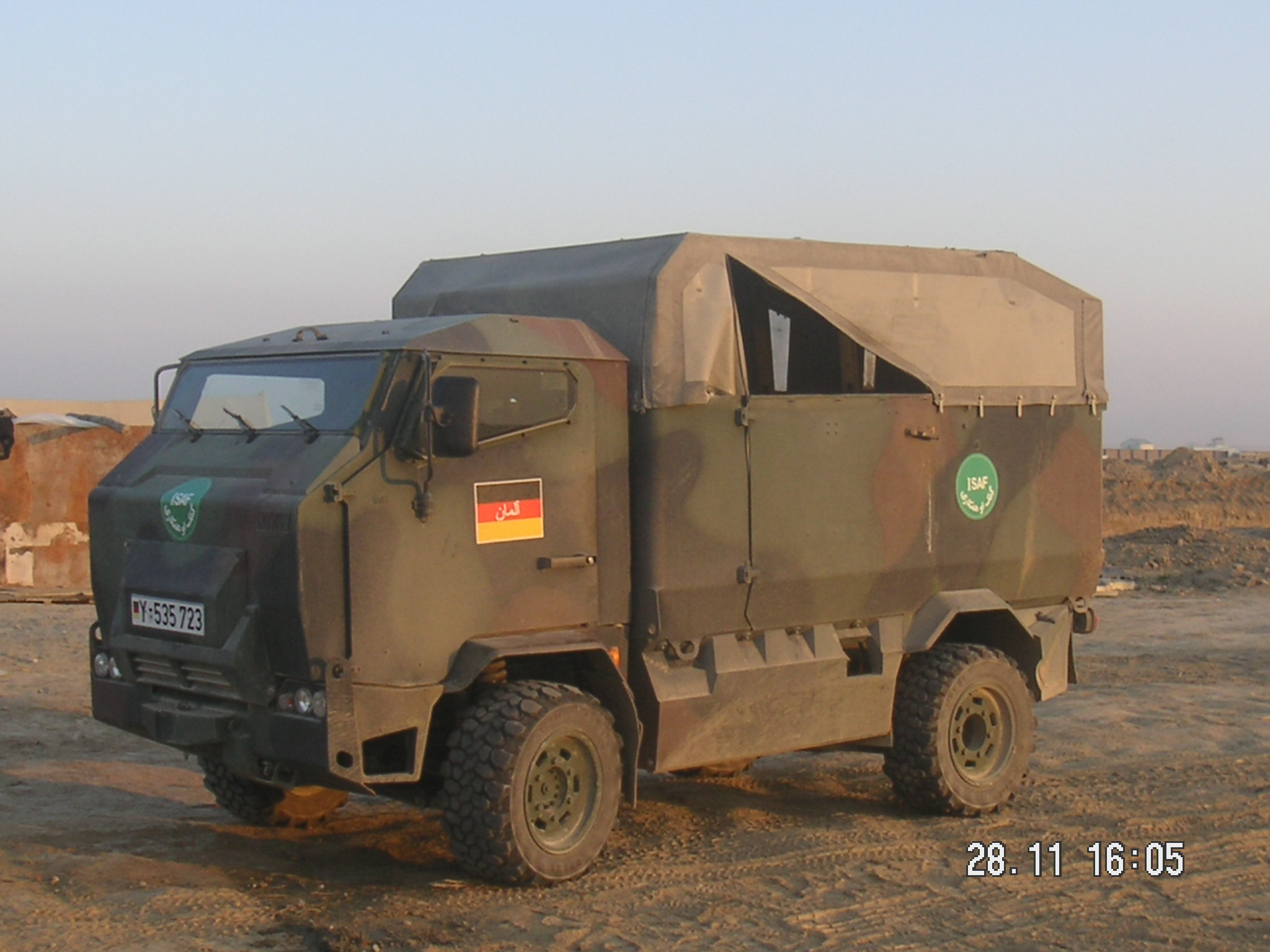
ESK Mungo

Als infanteristische Truppengattung verfügt die Fallschirmjägertruppe über vergleichsweise wenig Großgerät. Die Fallschirmjägertruppe ist mit den Handwaffen der Bundeswehr und schweren Infanteriewaffen wie Maschinenkanone und Panzerabwehrlenkraketensystem TOW in den schweren Jägerkompanien auf dem Waffenträger Wiesel verlastet. Mörser M120 auf Geländewagen Wolf. Das ESK Mungo dient als luftverlastbares Transportfahrzeug für die Infanteriegruppe. Luftfahrzeuge werden durch die Luftwaffe und die Heeresflieger gestellt.

### Infanteriesysteme
Im Konzept „Infanterist der Zukunft“ wird die Ausrüstung der Fallschirmjägertruppe weiterentwickelt.

### Uniform
Die Waffenfarbe der Fallschirmjägertruppe, die als Farbe der Litzen und Kragenspiegel getragen wird, ist (Jäger-) Grün. Die Waffenfarbe teilt sich die Fallschirmjägertruppe mit den anderen Truppengattungen der Infanterie sowie der Panzergrenadiertruppe, die vormals zur Infanterie gezählt wurde. Die Farbe des Barett der Fallschirmjägertruppe ist wie international für Luftlandetruppen üblich bordeauxrot. Das Barettabzeichen der Fallschirmjägertruppe zeigt einen von Eichenlaub umrahmten stürzenden Adler, der ähnlich auch im Verbandsabzeichen der Division Schnelle Kräfte abgebildet ist. Als Kennzeichen ihrer Zugehörigkeit zu den Luftlandetruppen tragen alle Soldaten der Division Schnelle Kräfte unabhängig von ihrer Truppengattung bordeauxrote Barette und mehrheitlich auch die Barettabzeichen der Fallschirmjägertruppe. Sonderabzeichen als Funktionsabzeichen ist das Fallschirmspringerabzeichen in den Stufen bronze, silber und gold.

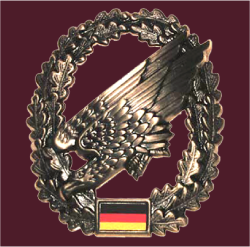
Barettabzeichen und Barettfarbe
Kragenspiegel
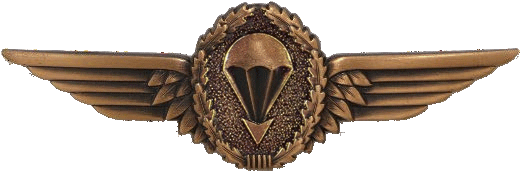
Springerabzeichen in Bronze
Erstes deutsches Springerabzeichen – Metall – 1957–1959
Zweites deutsches Springerabzeichen – Aufnäher 1959–1966

### Militärisches Symbol
Das militärische Symbol der Fallschirmjägertruppe besteht dem allgemeinen NATO-Schema folgend aus der stilisierten Darstellung einer Fallschirmkappe auf zwei überkreuzten Linien. Die gekreuzten Linien (ähnlich einem Andreaskreuz) bilden das Grundzeichen aller Infanterietruppenteile der NATO. Es steht für gekreuzte Gewehre, Schwerter oder Bandeliers.

## Dienstgradbezeichnungen
Niedrigster Dienstgrad in Truppenteilen der Jäger-, Fallschirm- und Gebirgsjägertruppe ist der Jäger. Er entspricht dem Dienstgrad Schütze, Funker, Panzergrenadier usw. (→ vgl. hier) anderer Truppengattungen. Die übrigen Dienstgrade entsprechen den allgemeinen Dienstgraden der Bundeswehr.
| Mannschaftsdienstgrad |       |                    |
| Niedrigerer Dienstgrad |       | Höherer Dienstgrad |
| - | Jäger | Gefreiter          |
| Dienstgradgruppe: Mannschaften – Unteroffiziere o.P. – Unteroffiziere m.P. – Leutnante – Hauptleute – Stabsoffiziere – Generale |       |                    |

## Traditionspflege und Kritik
Der Bund Deutscher Fallschirmjäger dient als Traditionsverband und Unterstützer der Kriegsgräberfürsorge.
Im Traditionserlass ist das Traditionsverständnis der Bundeswehr geregelt. Kritisiert wird daher die Erinnerungskultur an die Fallschirmjägertruppe der Wehrmacht durch Teile der Fallschirmjägertruppe in der Bundeswehr. Die soldatischen Leistungen dieser als „alte Adler“ bezeichneten Wehrmachtsangehörigen erhalten besondere Anerkennung der deutschen Fallschirmjägertruppe, die besonders „Leistung und Opferbereitschaft“ beim Kampf um Kreta als soldatisch vorbildlich würdigen. Nur leicht bewaffnet und auf sich gestellt kämpften auf Kreta deutsche Fallschirmjäger gegen teils mechanisierte Feindkräfte in befestigten Stellungen. Der auf Kreta gefallenen Soldaten wird im Rahmen des sogenannten Kretatages am 20. Mai gedacht.
Aus Anlass des Unglücks an der Iller am 3. Juni 1957, bei dem fünfzehn Fallschirmjäger bei der Gewässerdurchquerung ertranken, wurde das Soldatenhilfswerk der Bundeswehr gegründet, das Unterstützung für unverschuldet in Not geratene Soldaten sowie für deren Angehörige und Hinterbliebene leistet.
In diesem Zusammenhang steht auch die Nagold-Affaire der Fallschirmjäger-Ausbildungskompanie 6/9, die 1962 als Grundausbildungskompanie für Fallschirmjäger aufgestellt wurde, jedoch bereits 1963 aufgrund von Misshandlung von Rekruten durch ihre Ausbilder, die so genannten „Schleifer von Nagold“, aufgelöst wurde.
Beim Soldatenmord von Lebach wurden 1969 am Bundeswehrstandort Lebach die Gefreiten Dieter Horn und Ewald Marx, der Obergefreite Arno Bales und der Unteroffizier Erwin Poh ermordet.